# 芝フードサービス
有限会社芝フードサービスは、北海道恵庭市恵み野西1丁目10-10に本社を置き、飲食店経営を行っている企業である。

## 概要
芝フードサービスは2019年9月までイトーヨーカドー恵庭店内のフードコートの「ポッポ恵庭店」「ファンシーダックス」をフランチャイズ契約によって運営していたが、イトーヨーカドー恵庭店が閉店したため、テナントであった両店も閉店した。しかし、ポッポ恵庭店やファンシーダックスのクレープ、フライドポテトといったメニューが好評を博していたため、イトーヨーカドー恵庭店閉店直前の2019年8月頃にTwitter上で独立移転構想があることを発表。2020年8月、フレスポ恵み野に事実上の後継店となる「PoPo（ポポ）」を期間限定で開業した。その後、常設店舗として「crepe＆softcream PoPo」を開店。

## 沿革
- 1981年（昭和56年）11月26日　会社設立[3]
- 1982年（昭和57年）3月　イトーヨーカドー恵庭店内のフードコートに店舗開業
- 2019年（令和元年）9月28日　イトーヨーカドー恵庭店内のフードコートの店舗閉店
- 2020年（令和2年）8月8日　フレスポ恵み野内に期間限定で店舗を開設。その後、常設店舗として「crepe＆softcream PoPo」を開店。

## 展開中の飲食店
- crepe＆softcream PoPo

クレープがメインの飲食店で、フレスポ恵み野内に2020年8月8日に期間限定で開業。その後、常設店舗化。店名の由来はイトーヨーカドー恵庭店でフランチャイズで経営していたファストフード店「ポッポ」。現在はセブン＆アイフードシステムズとは無関係だが、クレープなどのメニュー、一部備品はポッポ時代と同等のものとされる。

## 過去に展開していた飲食店
- ポッポ恵庭店
- ファンシーダックス